# Quartet (pel·lícula)
|  | Aquest article tracta sobre la pel·lícula de 1981. Si cerqueu la pel·lícula de 2012, vegeu «Quartet (pel·lícula de 2012)». |

Quartet és una pel·lícula de 1981 dirigida per James Ivory i produïda per Ismail Merchant, protagonitzada per Isabelle Adjani, Maggie Smith, Anthony Higgins i Alan Bates, que té lloc a París, l'any 1927. Es va estrenar l'any 1981 al Festival de Cannes, on va competir a la Selecció Oficial. El guió, és una adaptació de la novel·la del mateix nom escrita per Jean Rhys. El 1981 rebé el Premi a la interpretació a Canes per Isabel Adjani (ex aequo). El 1982 fou nominada al BAFTA a la millor actriu per Maggie Smith, i el 2081 a la Palma d'Or per James Ivory.

## Argument
Al París dels anys 20, Marya "Mado" Zelli (Isabelle Adjani), una jove corista de music hall i el seu marit Stephan (Anthony Higgins), un tractant d'art polonès, porten una vida bohèmia i despreocupada. Marya és feliç i no sap exactament d'on provenen els diners que costegen el seu estil de vida, però un dia Stephan és detingut i empresonat durant un any per robatori d'obres d'art i ella es queda sense ingressos. Per motius econòmics es muda a l'apartament d'uns coneguts: H.J. Heidler (Alan Bates), un comerciant d'art amb historial de seductor i la seva esposa Lois (Maggie Smith), que és pintora i manté la relació amb el seu marit tot i que en coneix les seves infidelitats. Tot i que al principi Marya es resisteix als intents de seducció d'en H.J, finalment acabarà per mantenir-ne un afer amorós. La pel·lícula explica l'angoixant triangle amorós entre tots tres protagonistes, que serà la font de tensions entre tots els implicats i que acabarà quan Stephan surti de la presó i Marya hagi d'escollir entre el seu marit i el seu amant.